# Myrmotherula pacifica
A Myrmotherula pacifica a madarak osztályának verébalakúak (Passeriformes) rendjébe és a hangyászmadárfélék (Thamnophilidae) családjába tartozó faj.

## Rendszerezése
A fajt Carl Eduard Hellmayr osztrák ornitológus írta le 1911-ben, Myrmotherula surinamensis alfajaként Myrmotherula surinamensis pacifica néven.

## Előfordulása
Panamában és Dél-Amerika északnyugati részén Ecuador és Kolumbia területein honos. Természetes élőhelyei a szubtrópusi vagy trópusi síkvidéki és hegyi esőerdők, cserjések és folyók és patakok környéke, valamint ültetvények és vidéki kertek. Állandó, nem vonuló faj.

## Megjelenése
Testhossza 9–10 centiméter, testtömege 8,5-10 gramm.

## Életmódja
Rovarokkal és pókokkal táplálkozik.

## Természetvédelmi helyzete
Az elterjedési területe nagyon nagy, egyedszáma pedig stabil. A Természetvédelmi Világszövetség Vörös listáján nem fenyegetett fajként szerepel.